# 昆西中心站
昆西中心站，是一座位于马萨诸塞州昆西的地铁站，是波士顿地铁红线、 市郊通勤铁路老殖民地线和格林布什线的换乘车站，并可接驳多条巴士线路。车站位于昆西中心的汉考克街和伯金大道之间。该站于1971年开通，原为一个大型停车场，该停车场因构造问题于2012年停用，并在几年后被拆除。